# Euxoa satiens
Euxoa satiens là một loài bướm đêm thuộc họ Noctuidae. Nó được tìm thấy ở British Columbia, phía nam đến California.
Sải cánh dài khoảng 34 mm.

## Hình ảnh

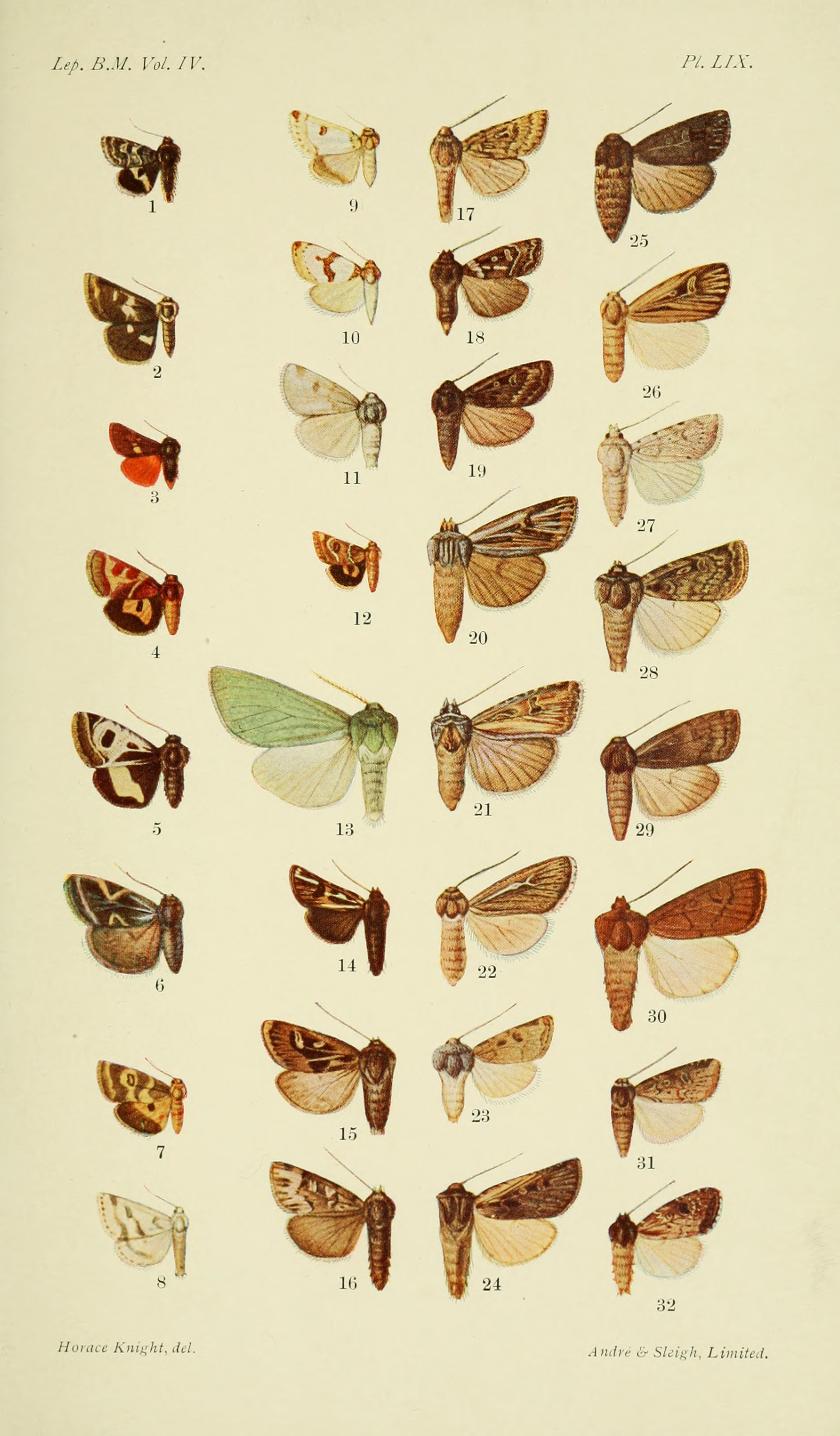